# Moravia (Iowa)
Moravia ist eine Kleinstadt (mit dem Status „City“) im Appanoose County im US-amerikanischen Bundesstaat Iowa. Das U.S. Census Bureau hat bei der Volkszählung 2020 eine Einwohnerzahl von 637 ermittelt.

## Geografie
Moravia liegt im Süden Iowas, rund 10 km nordöstlich des Rathbun Lake, einem Stausee des in den Missouri River mündenden Chariton River. Die Grenze zum südlich benachbarten Bundesstaat Missouri ist rund 40 km von Moravia entfernt. Die Stadt liegt rund 140 km westlich des Mississippi, der die Grenze zu Illinois bildet.
Die geografischen Koordinaten von Moravia sind 40°53′27″ nördlicher Breite und 92°48′55″ westlicher Länge. Das Stadtgebiet erstreckt sich über eine Fläche von 2,9 km² und liegt in der Taylor Township.
Nachbarorte von Moravia sind Albia (17,3 km nördlich), Blakesburg (21 km ostnordöstlich), Unionville (15,3 km südöstlich), Udell (19,9 km südsüdöstlich), Centerville (20,6 km südsüdwestlich), Rathbun (15,7 km südwestlich) und Melrose (27,3 km westnordwestlich).
Die nächstgelegenen Großstädte sind Iowas Hauptstadt Des Moines (122 km nordwestlich), Cedar Rapids (216 km nordöstlich), die Quad Cities in Iowa und Illinois (265 km ostnordöstlich), St. Louis in Missouri (424 km südöstlich), Missouris größte Stadt Kansas City (303 km südwestlich) und Nebraskas größte Stadt Omaha (314 km westlich).

## Verkehr
Der Iowa Highway 5 führt in Nord-Süd-Richtung entlang der westlichen Stadtgrenze von Moravia. Alle weiteren Straßen sind untergeordnete Landstraßen, teils unbefestigte Fahrwege sowie innerörtliche Verbindungsstraßen.
Im Süden des Stadtgebiets kreuzen zwei Eisenbahnlinien für den Frachtverkehr der früheren Wabash Railroad, die heute von der Norfolk Southern Railway betrieben werden.
Mit dem Centerville Municipal Airport befindet sich 27,4 km südsüdwestlich ein kleiner Flugplatz. Der nächste Verkehrsflughafen ist der Des Moines International Airport (119 km nordwestlich).

## Geschichte
Die ersten weißen Siedler kamen 1849 aus Salem in North Carolina und gehörten der Moravian Church an. Zwei Jahre später wurde die Siedlung als selbstständige Kommune inkorporiert.

## Bevölkerung
Nach der Volkszählung im Jahr 2010 lebten in Moravia 665 Menschen in 301 Haushalten. Die Bevölkerungsdichte betrug 229,3 Einwohner pro Quadratkilometer. In den 301 Haushalten lebten statistisch je 2,21 Personen.

Einwohnerentwicklung 1850–2020

Ethnisch betrachtet setzte sich die Bevölkerung zusammen aus 98,5 Prozent Weißen, 0,2 Prozent (eine Person) amerikanischen Ureinwohnern sowie 0,2 Prozent Asiaten; 1,2 Prozent stammten von zwei oder mehr Ethnien ab. Unabhängig von der ethnischen Zugehörigkeit waren 1,2 Prozent der Bevölkerung spanischer oder lateinamerikanischer Abstammung.
24,4 Prozent der Bevölkerung waren unter 18 Jahre alt, 54,5 Prozent waren zwischen 18 und 64 und 21,1 Prozent waren 65 Jahre oder älter. 52,3 Prozent der Bevölkerung waren weiblich.
Das mittlere jährliche Einkommen eines Haushalts lag bei 36.176 USD. Das Pro-Kopf-Einkommen betrug 18.453 USD. 14,0 Prozent der Einwohner lebten unterhalb der Armutsgrenze.